# Библиография Николая Евреинова

## Сочинения

### 1907
- Война: Драма в 3 д. СПб.: Театр и искусство, 1907.
- Красивый деспот. СПб.: А. С. Суворин, 1907.
- Красивый деспот. Последний акт драмы Н. Евреинова. СПб., 1907.
- Старинный театр. Об актере средних веков // Театр и искусство. 1907. № 50.

Доклад прочтён Евреиновым в литературном кружке им. Я. П. Полонского на вечере 30 ноября 1907 г.

### 1908
- Такая женщина: Драматический парадокс в 1 д. СПб.: Театр и искусство, 1908.
- Драматические сочинения. Т. 1. СПб.: Сириус, 1908.

Содерж.: Болваны, кумирские боги: историческая пьеса в 4 д. и 7 карт. (1900); Фундамент счастья: комедия в 3 д.; Стёпик и Манюрочка: комедия в 1 д.; Красивый деспот, последний акт драмы; Война: драма в 3 д.

### 1909
- Режиссёр и декоратор // Ежегодник императорских театров. 1909. № 1.
- Испанский актёр XVI—XVII вв. // Ежегодник императорских театров. 1909. № 6-7.
- Грядущий лицедей // Ежегодник императорских театров. 1909. № 8.
- Введение в монодраму // Театр и искусство. 1909. № 9-12, 13.
- Введение в монодраму. СПб., 1909, 1913.

Реферат прочитан 16 дек. 1908 г. в Московском лит.-худ. кружке.

### 1910
- Ропс. СПб.: Н. И. Бутковская, 1910.
- Представление любви. В сб.: Студия импрессионистов. Книга 1-я. Ред. Н. И. Кульбина. — Спб.: изд. Н. И. Бутковской, 1910, с. 58—102.

### 1911
- Художники театра В. Ф. Комиссаржевской // Алконост. Сб. 1. СПб., 1911. С. 133
- Испанский театр 16—17 вв. Введение к спектаклям Старинного театра 1911—1912. СПб., 1911.
- О щести красавицах, не похожих друг на друга: Инсценировка сказки Магоммада-Эль-Бассари. СПб.: Театр новинки, 1911.
- Нагота на сцене: Иллюстрированный сборник статей. СПб.: Н. И. Бутковская, 1911 / Ред. Н. Н. Евреинов.

Статьи Н. Н. Евреинова: «Сценическая ценность наготы», «Язык тела».
- Крепостные актёры. СПб., 1911.

### 1912
- Далькроз и его школа // Театр и искусство. М., 1912. № 5. С. 107—108.
- Бердслей. СПб.: Н. И. Бутковская, 1912.
- К вопросу о пределах театральной иллюзии. Беседа // Театр и искусство. 1912. № 36.
- Всегдашни шашни // Театр и искусство. 1912. № 47.
- Театр как таковой (Обоснование театральности в смысле положительного начала сценического искусства и жизни). СПб., 1912 (по монографии «Судейкин»: изд. Н. И. Бутковской (б.г.).
- Кульбин. СПб. Общество Интимного театра. 1912

### 1913
- История телесных наказаний в России (реферат выпускного сочинения). СПб., изд. В. К. Ильинчика, 1913. — 214 с.
- К постановке «Хильперика»: Реферат. СПб., 1913.
- Режиссёр-автор. Беседа с Н. Н. Евреиновым // Раннее утро. 1913, 3. III
- В Марокко (Из дневника моих скитаний). // Солнце России. № 24 (175). июнь 1913. Санкт-Петербург. Товарищество «Копейка»

### 1914
- Драматические сочинения. Т. 2. Пг.: Современное искусство, 1914.

Содерж.: Ярмарка на индикт св. Дениса (Уличный театр, 1907); Три волхва (Старинный театр, 1907); Весёлая смерть (Весёлый театр, 1909); Такая женщина (Малый театр, 1908); Бабушка; Неизменная измена.

### 1915
- Pro scena sua. Режиссура. Лицедеи. Последние проблемы театра. Пг., 1915.
- Об отрицании театра. Полемика сердца // Стрелец. Вып. 1. СПб., 1915.
- A merry death [Весёлая смерть]: A harlequinade by Nicholas Evreinof / Authorised transl. by C. E. Bechhöfer) // New Age. 1915. Nov. 25. P. 86—89.
- Степанов В. Я. Опыт словаря декораторов; Опись памятников русского театра из собрания Л. И. Жевержеева / Вступ. ст. Н. Евреинова. Пг., 1915.
- Театр для себя: (Ч. 1; теоретическая). СПб., 1915.
- Общественный театр на взгляд познавшего искусство «Театра для себя» // Очарованный странник. Альманах осенний. 1915 год. Санкт-Петербург. Издательство эгофутуристов. 1915
- Инсцены «Театра для себя» // Очарованный странник. Альманах зимний: Альманах интуитивной критики и поэзии. 1915 год. Санкт-Петербург. Издательство эгофутуристов. 1915

### 1916
- Театр для себя (Ч. 2, 3). Пг., 1916.
- Туристы в Петрограде (Набросок и рисунки к нему Н. Н. Евреинова) // Солнце России. Литературно-художественный и юмористический еженедельник. № 311 (5) январь. Санкт-Петербург. Товарищество «Копейка». 1916

### 1917
- О «Весёлой смерти» // Искусство. 1917. № 5, 6.

### 1920
- Сцена театра и сцена жизни. (К постановке пьесы «Самое главное» в «Вольной комедии») // Жизнь искусства. 1920. 24—26 дек. № 640—642. С. 1.

### 1921
- Происхождение драмы. Первобытная трагедия и роль козла в истории её возникновения: Фольклористический очерк. СПб., 1921.
- Недоказуемое [: Вступ. ст.] // Беленсон А. Искусственная жизнь / Рис. Ю. Анненкова. Пг., 1921.
- Самое главное. Пг., 1921.

Первая часть трилогии «Двойной театр».

### 1922
- Нестеров. Петроград.: Третья стража, 1922.

 — Книга о живописце Михаиле Васильевиче Нестерове (1862—1942), первая советская монография о художнике, выпущенная в бывшем издательстве Наталии Ильиничны Бутковской.
- Первобытная драма германцев. Из истории германо-скандинавских народов. Петроград. «Полярная звезда». 1922.

 — Аналитическое эссе, развивающее тему предшествующих изданий аналогичной направленности, и посвящённое истории зарождения мистериальных жанров в нескольких этнических традициях Европы; автор делает очередную попытку адаптировать свою концепцию «театрализации» к архаическим зрелищным формам. Выпущено в свет незадолго перед тем учреждённым издательством, марку для которого разработал Дмитрий Исидорович Митрохин.
- Оригинал о портретистах (К проблеме субъективизиа в искусстве). М. Госиздат, 1922.

 — Труд, который по жанровым характеристикам можно отнести и к психологии, и к искусствоведению, и к мемуарам. В книге приводится своеобразный анализ «персонификации» художника в образе портретируемого. Н. Н. Евреиновым в свойственной ему иронической фразеологии рассказано о том, как он понимает влияние психологических факторов, обусловленных внутренним миром художника, на характеристики, которыми он наделяет произведение, в данном случае, наиболее показательное в контексте изложенной идеи — портрет. Такому параллельному толкованию подвергнуты портреты самого Н. Н. Евреинова, созданные И. Е. Репиным, С. А. Сориным, М. В. Добужинским, А. К. Шервашидзе, Н. И. Кульбиным, Д. Бурлюком, В. В. Маяковским, М. П. Бобышовым, Ю. П. Анненковым, О. Дымовым и другими.
- Евреинов Н. Н. Театральные новации. Пг.: Третья стража, 1922. 118 с.
- La Mort joyeuse. Arlequinade en un acte. Répertoire du Vieux Colombier. Avec un Prologe et un mot de Conclusion. Traduit par Denis Roche. NRF, Editions de la Nouvelle Revue Française, Paris, 1922

 — Весёлая смерть. Арлекинада в одном действии. Репертуар театра «Вьё коломбье» (театр «Старая голубятня» был основан режиссёром Жаком Копо в 1913 году) — французское издание пьесы «c прологом и послесловием», осуществлённое «Новым французским обозрением (НРФ)» (редактор Жак Ривьер, секретарь Жан Полан) в переводе известного русиста Дени Рош’а.

### 1923
- Драматические сочинения. Т. 3. Пг.: Academia, 1923.

Содерж.: Ревизор: режиссёрская буффонада в пяти «построениях» одного отрывка; В кулисах души: монодрама в 1 д. с прологом; Четвёртая стена: буффонада в 2 ч.; Школа этуалей: Пародия-гротеск в 1 д.; Кухня смеха (Мировой конкурс остроумия): пародия 4 шаржах.
- О новой маске, (авто-био-реконструктивной). Пг.: Третья стража, 1923.

### 1924
- Театр у животных (О смысле театральности с биологической точки зрения). Л.; М., 1924.
- Азазел и Дионис. О происхождении сцены в связи с зачатками драмы у семитов. Л., 1924.
- Тайна Распутина. Л., Былое, 1924. - 80 с., 7 000 экз.
- Что такое театр: Книжка для детей. Пб.: Светозар, 1924.
- Корабль праведных. Пг., 1924.

Вторая часть трилогии «Двойной театр».

### 1927
- The theatre in life. New York; London, 1927.

### 1928
- Театр вечной войны. Париж, 1928.

Третья часть трилогии «Двойной театр».

### 1946
- Le théâtre en Russie Soviétique. Paris, 1946.

### 1947
- Histoire du théâtre russe. Paris, 1947.

### 1952
- Нас было четверо (о театре под сов. ферулой) [: памфлет] // Возрождение. Париж, 1952. Июль-авг. № 22. С. 116—132.

### 1953
- История русского театра. Н.-И. 1953
- Памятник мимолётному. (Из истории эмигрантского театра в Париже). Париж, 1953.

### 1955
- История русского театра. Нью-Йорк, 1955

### 1956
- Шаги Немезиды («Я другой такой страны не знаю»): драм. хроника в 6 к. из партийной жизни в СССР (1936—1938) / [Предисл. Анны Кашиной-Евреиновой]. Париж: Возрождение, 1956.

### 1963
- Чему нет имени, или Бедной девочке снилось: пьеса. Париж: Возрождение, 1963.

### 1990
- Тайна Распутина. М.: Книжная палата, 1990. - 80 с., 300 000 экз. (Репринт издания 1924 г.)

### 1996
- «Милый лектор», он же «современный маркиз де Сад». Николай Евреинов. Театр и эшафот. К вопросу о происхождении театра как публичного института. Публ., вст. ст. и примеч. Владислава Иванова // Мнемозина. Документы и факты из истории русского театра XX века / Ред.-сост. В. В. Иванов. М., 1996. С.14-44.

## Переписка
- Письма Н. Н. Евреинова к В. В. Каменскому / Публ. и коммент. С. Воронина // Современная драматургия. 1988. № 4. С. 237—251.
- Каменский В. В. «Мне пора быть с вами в Нью-Йорке…». Письма к Николаю Евреинову / Публ., вступ. заметка, подгот. текста и примеч. О. Демидовой // Звезда. 1999. № 7.
- Из двух углов. Переписка Николая Евреинова с Юрием и Юлией Ракитиными. 1928—1938. Публ., вст. ст. и коммент. В. В. Иванова // Мнемозина. Документы и факты из истории отечественного театра XX века. Вып. 3 / Ред.-сост. В. В. Иванов. М.: «АРТ», 2004. С. 243—278; 552—567.

## О нём
- Каменский В. В. Книга о Евреинове. — Петроград: «Современное искусство» Н. И. Бутковской. 1917 (На обложке портрет работы А. К. Шервашидзе).
- Бостунич Г. Н. Н. Евреинов (Театральный анархист) — монография анонсирована в 1924 году издательством «Светозар» (в книге Н. Н. Евреинова «Что такое театр»; в фамилии автора допущена ошибка: Бастунич).
- Казанский Б. В. Метод театра. Анализ системы Н. Н. Евреинова. Ленинград: Academia. 1925
- Мгебров А. А. Жизнь в театре. В 2-х томах — Москва−Ленинград: Academia. 1932. Т. 2. С. 35-130.
- Анна Кашина-Евреинова. Н. Н. Евреинов в мировом театре XX века. Париж. Imprimerie Béresniak. 1964
- Анненков Ю. П. Николай Евреинов // Анненков Ю. П. Дневники моих встреч: Цикл трагедий. В 2 т. Т. 2. New York: Международное литературное содружество, 1966 (Репринт: М.: Худож. лит., 1991. ISBN 5-280-02316-7). С. 111—141.

То же. М.: 1990.
То же. Л.: Искусство, 1991. ISBN 5-210-02158-0. 
То же. М.: Захаров, 2002. ISBN 5-8159-0121-0.
То же. Изд. дополн. М.: Вагриус, 2005. ISBN 5-9697-0115-7.
- Анненков Ю. П. Дневник // Театр. 1990. № 8. С. 137—160.
- Бабенко В. Г. Арлекин и Пьеро. Н. Евреинов, А. Вертинский: Материалы к биографиям. Размышления. Екатеринбург: Издательство Уральского университета. 1992 ISBN 5-7525-0309-4
- Волконский С. М. «Франческа да Римини» (22-го апреля 1913 г. постановка Н. Н. Евреинова) // Волконский С. М. Отклики театра. Пг., 1914. С. 20-22.
- Высотская О. Мои воспоминания // Театр. 1994. № 4. С 77-100.
- Дейч А. Голос памяти. Театральные впечатления и встречи. М.: Искусство, 1996. С. 112—121.
- Джурова Т. С. Концепция театральности в творчестве Н. Н. Евреинова. СПб.: Издательство СПбГАТИ, 2010. 158 с.
- Зноско-Боровский Е. А. Русский театр начала XX века. Прага: Пламя, 1925. С. 319—332.
- Крыжицкий Г. К. Н. Н. Евреинов // Крыжицкий Г. К. Режиссерские портреты / Предисл. С. А. Воскресенского. М.; Л.: Теакинопечать, 1928. С. 36-47.
- Купцова О.Н. Евреинов Николай Николаевич // Русские писатели, 1800—1917 : Биографический словарь / гл. ред. П. А. Николаев. — М. : Большая российская энциклопедия, 1992. — Т. 2 : Г—К. — С. 211—214. — 623 с. — (Сер. биогр. словарей: Русские писатели. 11—20 вв.). — 60 000 экз. — ISBN 5-85270-011-8. — ISBN 5-85270-064-9 (т. 2).
- Серков А. И. Русское масонство. 1731—2000. М. РОСПЭН. 2001 ISBN 5-8243-0240-5
- Иванов В. В. От реатеатрализации театра к театральной антропологии// Театр XX века: закономерности развития / Под ред. А. В. Бартошевича. М.,2003. С. 125—144.
- Мнемозина. Документы и факты из истории отечественного театра XX века. Выпуск 3 / Ред.-сост. В. В. Иванов. М.: Артист. Режиссёр. Театр. 2004 ISBN 5-87334-085-4
- Иванов В. В. «Самое Главное» в постановке Шарля Дюллена в контексте биографии Николая Евреинова // От текста — к сцене. Российско-французские театральные взаимодействия XIX—XX вв. М.: ОГИ, 2006. С. 69-78.
- Рыженков В. Ю. Николай Евреинов в культурной жизни России и зарубежья. — СПб.: Издатель Дмитрий Буланин, 2013. — 320 с., 500 экз., ISBN 978-5-886007-739-3

## Архив Н. Н. Евреинова
- Российский государственный архив литературы и искусства. Путеводитель. Ф. 982. 338 единиц хранения. 1881—1974 годы. (Аннотацию на оп. 1 фонда Н. Н. Евреинова (1879—1953) см. вып. 3, с. 397)

## Современные переиздания
- Ревизор: Режиссёрская буффонада в 5 «построениях» одного отрывка; Школа этуалей: Пародия-гротеск в 1 действии; Кухня смеха (Мировой конкурс остроумия): Пародия в 4 шаржах; Четвёртая стена: Буффонада в 2 действиях // Русская театральная пародия XIX — начала XX века. М.: Искусство, 1976.
- В школе остроумия. Воспоминания о театре «Кривое зеркало». М.: Искусство, 1998. ISBN 5-210-01340-5.
- Демон театральности. М.-СПб.: Летний сад, 2002. ISBN 5-94381-017-X. Содерж.: Театр как таковой; Введение в монодраму; Театр для себя; Демон театральности.
- Театр как таковой. М.: Негоциант, 2003. ISBN 966-691-091-8.
- Тайные пружины искусства: Статьи по философии искусства, этике и культурологии. М.: Ecce homo; Логос-альтера, 2004. ISBN 5-98378-008-5.
- Любовь под микроскопом: Комедия в 3 действиях и 6 картинах (1931) / Публикация и вступительный текст В. В. Иванова // Мнемозина. Документы и факты из истории отечественного театра XX века. Вып. 3. М.: Артист. Режиссёр. Театр, 2004. С. 87—148. ISBN 5-87334-085-4.  В альманахе также опубликованы фрагменты переписки Николая Евреинова с Юрием и Юлией Ракитиными (1928—1938), Юлии Сазоновой с Николаем и Анной Евреиновыми (1937—1954) и письма Всеволода Хомицкого Николаю Евреинову (1942—1943).
- "Во сне и наяву. Н. Н. Евреинов. «Чему нет имени (Бедной девочке снилось)» / Републ. и вст. текст В. В. Иванова// Современная драматургия. 2005. № 4. С. 202—241.
- Оригинал о портретистах. М.: Совпадение, 2005. ISBN 5-86402-146-6. Содерж.: Ропс ; Бердслей; Художники в театре В. Ф. Комиссаржевской; Кульбин; Оригинал о портретистах ; Нестеров; О непозволительной критике; Его смерть (А. Скрябин); Сатирическая доминанта в творчестве Ильи Саца; Театротерапия; Театр у животных.
- Самое главное. М.: Совпадение, 2006. ISBN 5-86402-156-3.
- Двойной театр: Самое главное. Корабль праведных. Театр вечной войны. М.: Совпадение, 2007. ISBN 5-903060-07-2
- Н. Н. Евреинов. «Граждане второго сорта» // Публ., вст. текст и коммент. В. В. Иванова // Современная драматургия. М., 2011. № 3. С. 210—230.
- Евреинов Н. Н. История русского театра // История русского театра. М.: Эксмо, 2011.